# Eucalyptus rudis
Eucalyptus rudis är en myrtenväxtart som beskrevs av Stephan Ladislaus Endlicher. Eucalyptus rudis ingår i släktet Eucalyptus och familjen myrtenväxter. Inga underarter finns listade i Catalogue of Life.

## Bildgalleri

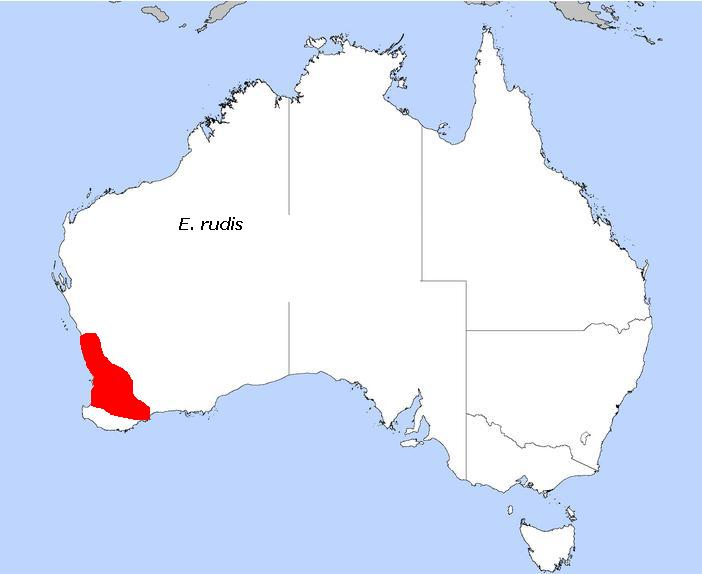
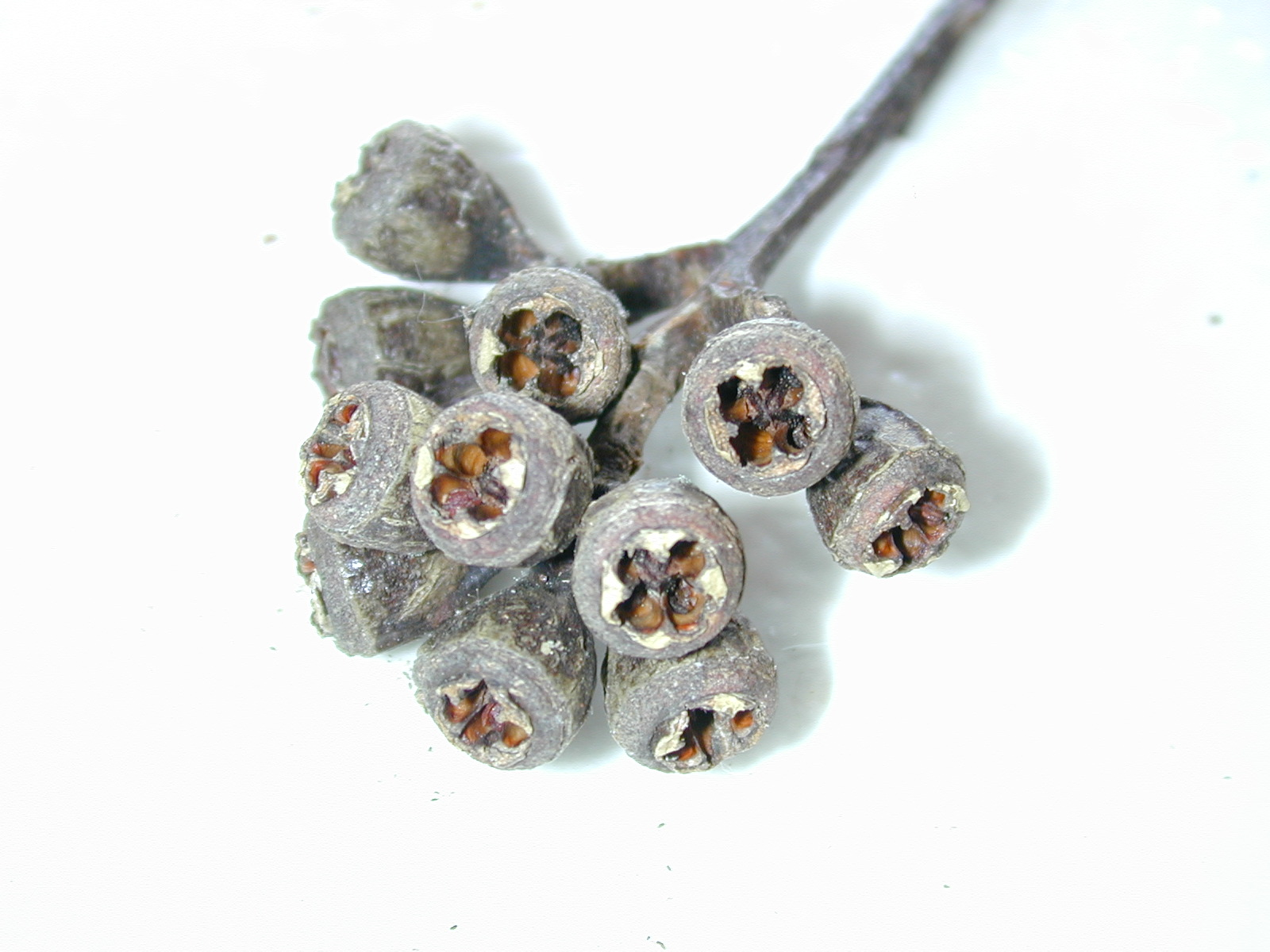
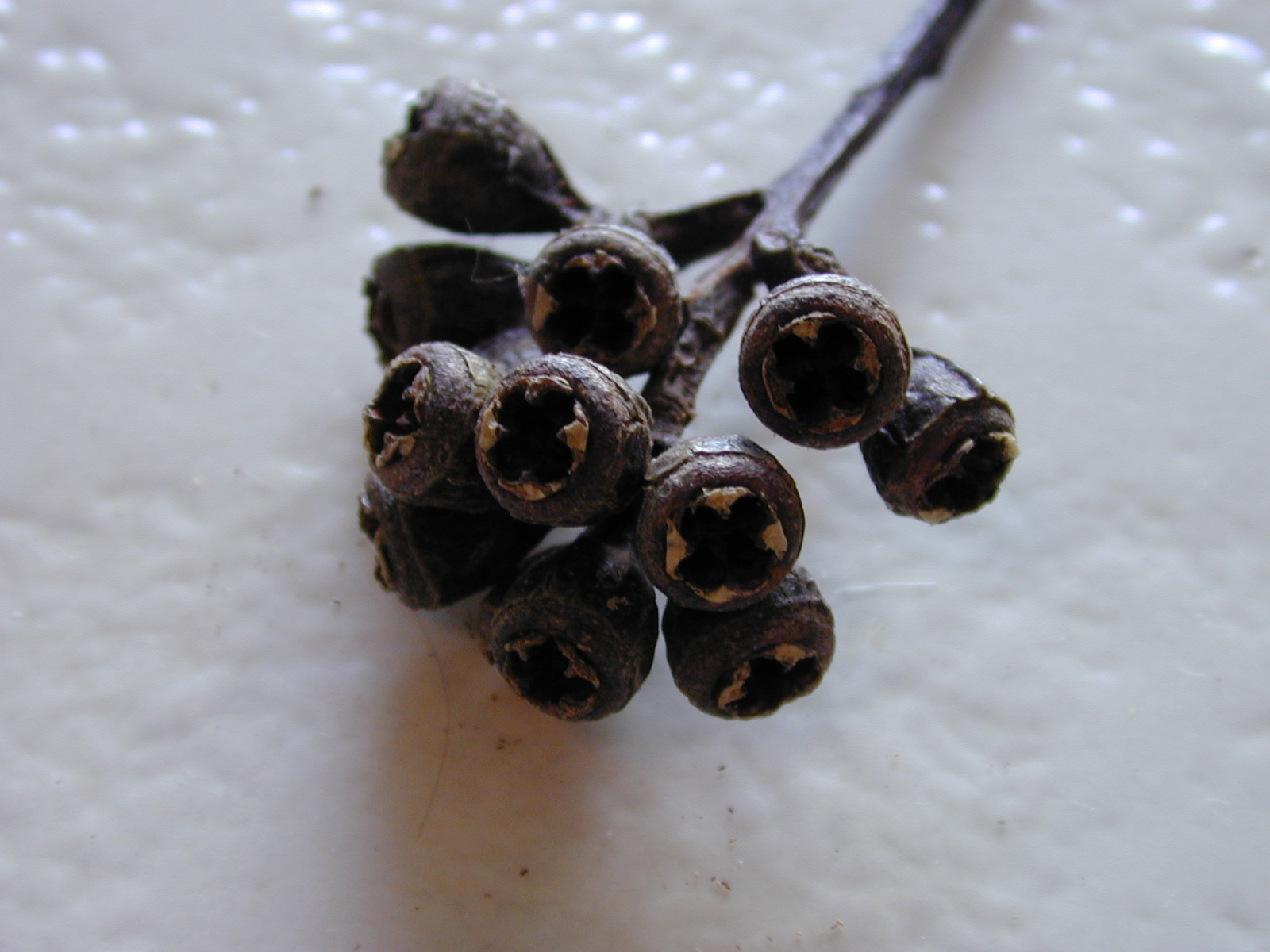
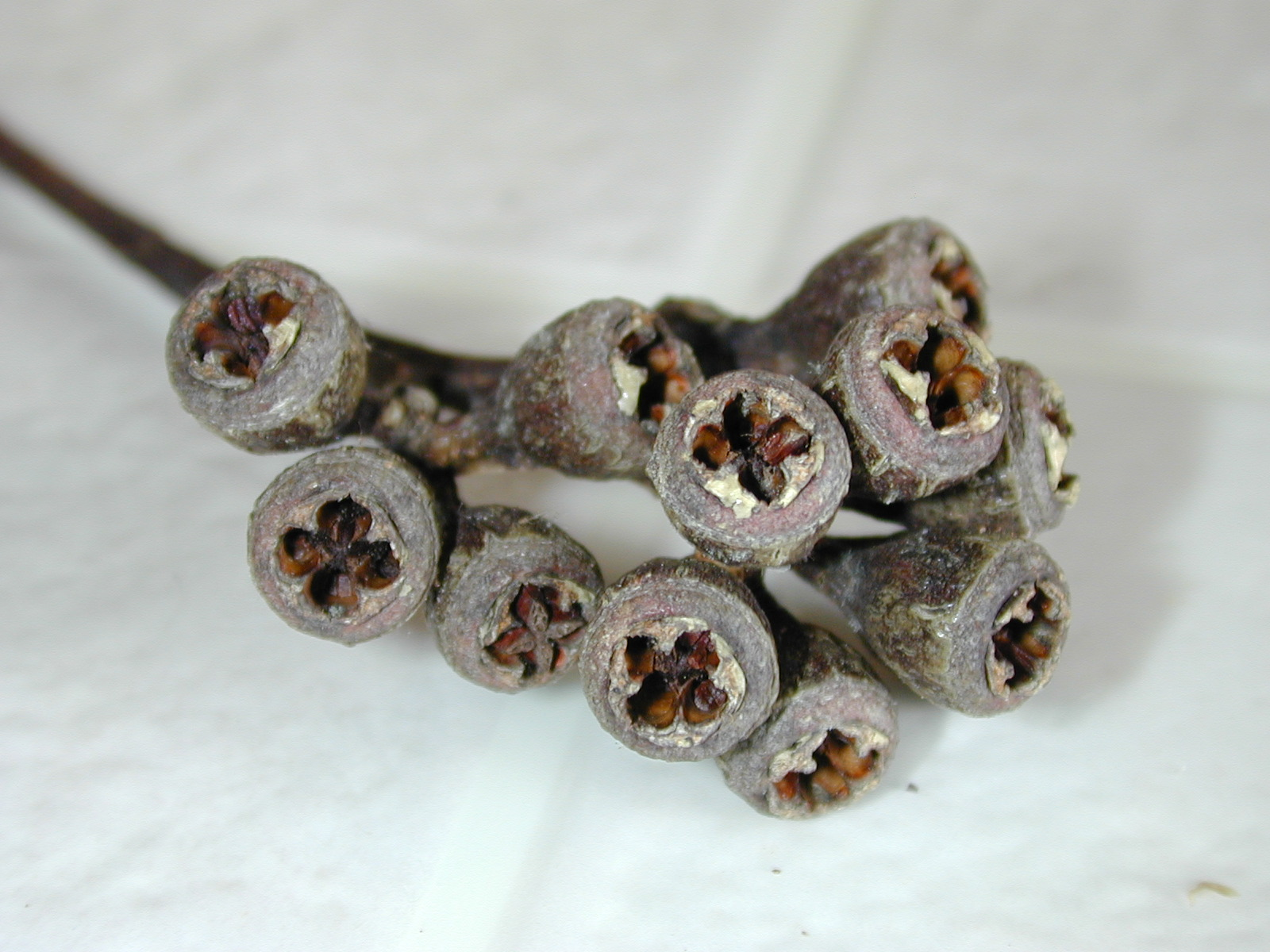
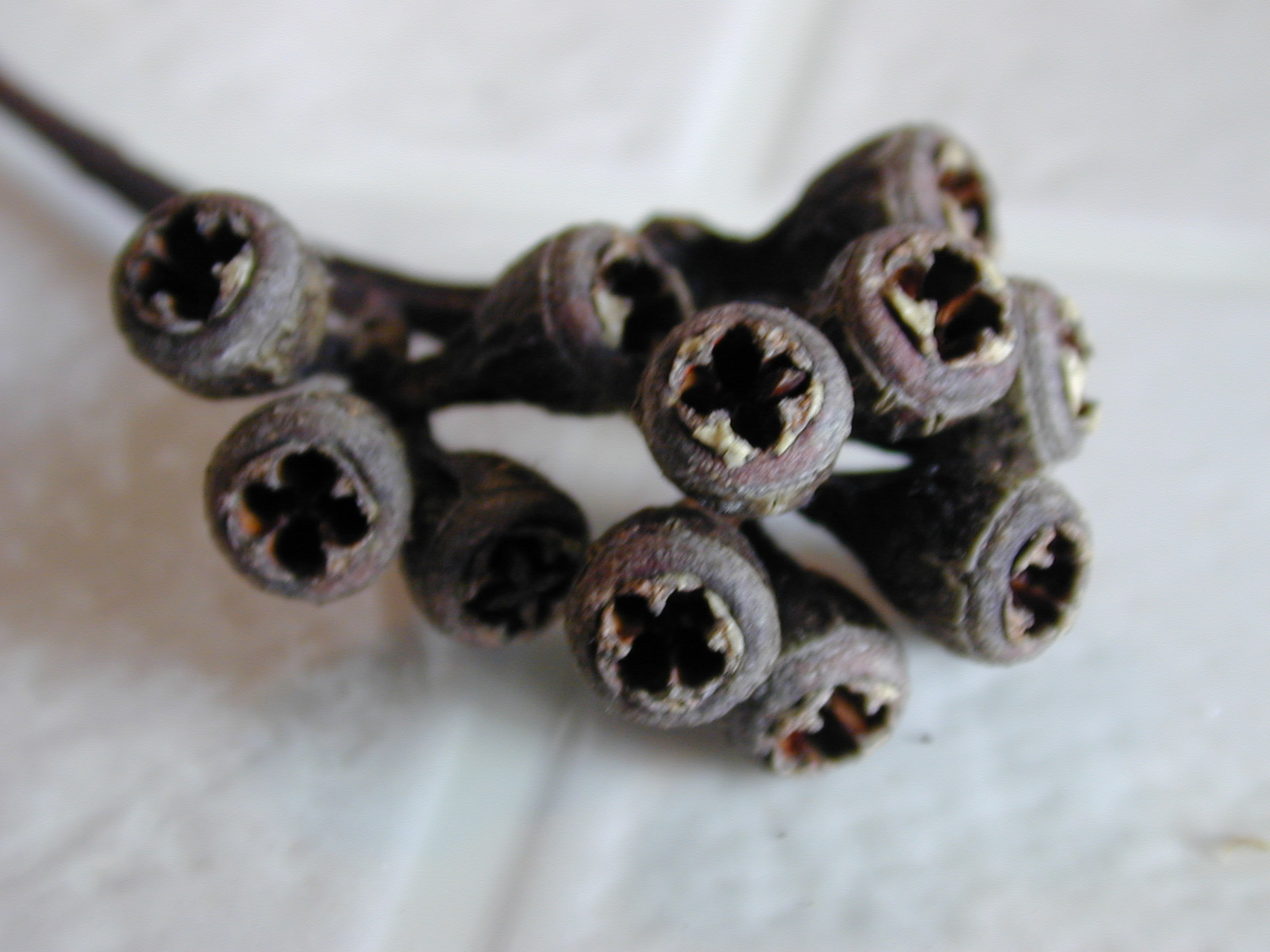